# عقد 1260
عقد 1260 هو عقد امتد بين 1 يناير 1260 و31 ديسمبر 1269 بحسب التقويم الميلادي. سبقه عقد 1250 ولحقه عقد 1270.

## أحداث
- معركة كولي (1269)
- معركة عين جالوت (1260)
- معركة حمص الأولى (1260)
- معركة بينيفنتو (1266)
- معركة أرسوف 1265 (1265)
- معركة سلا (1260)
- معركة إيفشام (1265)

## مواليد
- أندراس الثالث ملك المجر (1265)
- آرثر الثاني، دوق بريتاني (1261)
- دانييل ألكسندروفيتش (1261)
- علم الدين البرزالي (1266)
- كليمنت الخامس (1264)
- كمال الدين الفارسي (1265)
- ألفونسو الثالث ملك أراغون (1265)
- جوتو دي بوندوني (1267)
- جون الثاني، كونت درو (1265)
- ابن الطقطقي (1262)
- مارجريت أميرة اسكتلندا وملكة النرويج (1261)

## وفيات
- ماتيلدا الثانية، كونتيسة نيفير (1262)
- ابن نجا الإربلي (1262)
- بركة خان (1266)
- أثناسيوس الثالث (1261)
- الأشرف موسى بن إبراهيم (1263)
- شيبان (1266)
- أبو حفص عمر المرتضى (1266)
- الحسن المراكشي (1262)
- سيف الدين قطز (1260)
- هنري الثالث، دوق برابانت (1261)
- كتبغا (1260)

## كتب
- Yves Denis Papin (1998). Chronologie de l'histoire ancienne. Lieu de publication non identifié: Éditions Jean-paul Gisserot. ISBN:2-87747-346-5. OCLC:40746926. مؤرشف من الأصل في 2022-03-16.
- موسوعة حضارة العالم (2002) لأحمد محمد عوف.

## روابط خارجية
- تصفح سنة بسنة عقد 1260 على موقع onthisday.com
- تصفح سنة بسنة عقد 1260 ابتداءً من سنة عقد 1260 على موقع المكتبة الوطنية الفرنسية